# Хотомлянский сельский совет
Хотомля́нский се́льский сове́т до 2016 года входил в состав 
Волчанского района Харьковской области
Украины.
Административный центр сельского совета находился в 
селе Хотомля.

## История
- 1919 — дата организации Хотомля́нского сельского Совета депутатов трудящихся в составе Волчанского уезда Харьковской губернии Украинской Советской Социалистической Республики.
- С 1923 года — в составе Харьковского округа, с 1932 — Харьковской области УССР.
- 23 июля 2015 - согласно закону "О добровольном объединении территориальных общин" в Волчанском районе Старосалтовский поссовет и Гонтаровский, Молодовско́й, Хотомлянский, Красноарме́йский и Шестако́вский сельсоветы своим решением от 23.07.2015 образовали Старосалтовскую поселковую территориальную общину с админцентром в Старом Салтове, включив в её состав сёла:

Березники (Волчанский район),
Гонтаровка,
Дедовка (Волчанский район),
Металловка,
Молодовая,
Москалёвка (Волчанский район),
Паськовка (Волчанский район),
Перковка (Волчанский район),
Петровское (Волчанский район),
Погорелое (Волчанский район),
Профинтерн (Волчанский район),
Радьково (Волчанский район),
Середовка (Волчанский район),
Томаховка (Волчанский район),
Фёдоровка (Волчанский район),
Хотомля,
Красноармейское Второе,
Шестаково (Волчанский район),
Широкое (Волчанский район).
Официальной датой создания данной территориальной общины считается 7 сентября 2015 года.
- 15 апреля 2016 года решением Харьковского областного совета Хотомлянский сельсовет был снят с учёта.[3]
- 17 июля 2020 года в рамках административно-территориальной «реформы» по новому делению Харьковской области[4][5] Волчанский район Харьковской области был ликвидирован; входящие в него населённые пункты и его территории присоединены в основном к Чугуевскому району.
- Сельсовет просуществовал 97 лет.

## Населённые пункты совета
- село Хото́мля
- село Перко́вка
- Писаревка (Волчанский район)[6] - затоплено при заполнении Салтовского водохранилища.